# جون أبوت (سياسي)
جون أبوت (بالإنجليزية: John Abbott )‏ (و. 1821 – 1893 م) هو سياسي، ومحامي، من كندا، توفي في مونتريال، عن عمر يناهز 72 عاماً، بسبب ذات الرئة.

## مناصب
تولى منصب رئيس وزراء كندا (16 يونيو 1891–24 نوفمبر 1892)، وعمدة مونتريال ‏ (1887–1889)، وعضو مجلس العموم الكندي، وعضو مجلس الشيوخ الكندي.

## التعليم
تعلم في جامعة مكغيل.

## مناصب وهيئات
أدار جامعة مكغيل.

## جوائز
حصل على جوائز منها:
- نيشان القديسان ميخائيل وجرجس من رتبة فارس قائد
- وسام القديس ميخائيل والقديس جرجس.

## روابط خارجية
- جون أبوت على موقع الموسوعة البريطانية (الإنجليزية)
- جون أبوت على موقع إن إن دي بي (الإنجليزية)